# Associatie van gewone dophei en veenmos
De associatie van gewone dophei en veenmos (Erico-Sphagnetum magellanici) is een associatie uit het hoogveenmos-verbond (Oxycocco-Ericion). Het is een vrij zeldzame plantengemeenschap die vooral voorkomt in hoogveengebieden.

## Naamgeving en codering
| Erico-Sphagnetum papillosi Moore (1964) |

- Syntaxoncode voor Nederland (rVvN): r11Ba01

De wetenschappelijke naam Erico-Sphagnetum magellanici is afgeleid van de botanische namen van twee veelal dominante soorten binnen de associatie: gewone dophei (Erica tetralix) en hoogveen-veenmos (Sphagnum magellanicum).

## Fysiognomie
De associatie van gewone dophei en veenmos manifesteert zich in de formatie van een dwergstruweel. Een boomlaag en struiklaag zijn in de regel afwezig. In de soortenarme kruidlaag zijn dwergstruiken, waaronder vooral gewone dophei en lavendelhei aspectbepalend. Verder zijn graminoïden zoals eenarig wollegras en pijpenstrootje frequent aanwezig. De moslaag is zeer sterk ontwikkeld en omvat een dik pakket van allerlei soorten veenmos.

## Ecologie
De associatie van gewone dophei en veenmos is een typisch, zeer oligotrafent vegetatietype dat enkel voorkomt in en rond verlande vennen, veenputten, in hoogveen en op ongestoorde natte heiden. Het is een overgangsvegetatie; naarmate de verlanding verdergaat zullen andere soorten het veenmos verdringen. In tegenstelling tot bij de associatie van moeraswolfsklauw en snavelbies gaat de natuurlijke successie hier echter zeer langzaam en kan deze vegetatie meerdere jaren blijven bestaan.

## Subassociaties in Nederland en Vlaanderen
Van de associatie van gewone dophei en veenmos worden in Nederland en Vlaanderen twee subassociaties onderscheiden; deze worden hieronder nader beschreven. De tweedelige indeling werd in 1992 voorgesteld door Jan Barkman en kreeg navolging in de VvN en rVvN.

### Typische subassociatie
Bij de typische subassociatie (Erico-Sphagnetum typicum) ligt de gemiddelde waterstand ruim 20 cm onder het maaiveld. De Nederlandse syntaxoncode (rVvN) voor deze subassociatie is r11Ba01a.

### Subassociatie met kraaihei
Een subassociatie met kraaihei (Erico-Sphagnetum empetretosum) komt voor op droge oeverwallen van meerstallen en de droogste bulten van verlande vennen. De gemiddelde waterstand ligt 30 cm onder het maaiveld. Differentiërende soorten voor deze subassociatie zijn kraaihei en zandhaarmos. De Nederlandse syntaxoncode (rVvN) voor deze subassociatie is r11Ba01b.

## Verspreiding
Het verspreidingsgebied van de associatie van gewone dophei en veenmos is beperkt tot de Atlantische provincie: de kuststook van West-Europa, Groot-Brittannië en Ierland. Het is een typische vegetatie die zich thuis voelt in streken met een maritiem klimaat, met hoge luchtvochtigheid, niet te warme zomers en geen strenge winters.
In Vlaanderen is deze vegetatie nog sporadisch terug te vinden in de grote heidegebieden van de Antwerpse Kempen (onder andere in het Groot Schietveld in Brasschaat), en in Limburg (onder andere in de Hoge Kempen).
Verder is deze vegetatie in België ruim vertegenwoordigd in de Hoge Venen.

## Diagnostische taxa voor Nederland en Vlaanderen
In de onderstaande synoptische tabel staan de belangrijkste diagnostische plantentaxa van de associatie van gewone dophei en veenmos voor Nederland en Vlaanderen.

### Kruidlaag
| Kentaxon | Differentiërende taxa | Abundantie | Triviale naam     | Botanische naam      | Opmerking | Afbeelding |
| -------- | --------------------- | ---------- | ----------------- | -------------------- | --------- | ---------- |
| kO       |                       | F/O        | lavendelhei       | Andromeda polifolia  |           |            |
| kO       |                       | A/F        | kleine veenbes    | Vaccinium oxycoccos  |           |            |
| kK       |                       | F/O        | gewone dophei     | Erica tetralix       |           |            |
| kV       |                       | F/O        | eenarig wollegras | Eriophorum vaginatum |           |            |
| kK       |                       | F/O        | ronde zonnedauw   | Drosera rotundifolia |           |            |

### Moslaag
| Kentaxon | Differentiërende taxa | Abundantie | Triviale naam    | Botanische naam        | Opmerking | Afbeelding |
| -------- | --------------------- | ---------- | ---------------- | ---------------------- | --------- | ---------- |
| kA       |                       | R          | veenbuidelmos    | Calypogeia sphagnicola |           |            |
| kV       |                       | F/O        | hoogveen-veenmos | Sphagnum magellanicum  |           |            |
| kV       |                       | F/O        | wrattig veenmos  | Sphagnum papillosum    |           |            |
|          |                       | F/O        | kamveenmos       | Sphagnum imbricatum    |           |            |
|          |                       | F/O        | bruin veenmos    | Sphagnum fuscum        |           |            |
| kV       |                       | O          | rood veenmos     | Sphagnum rubellum      |           |            |

## Bedreiging en bescherming
De associatie van gewone dophei en veenmos is een gemeenschap die enkel kan gedijen op natte, oligotrofe bodems, in langdurig ongestoorde omstandigheden. De bedreigingen zijn:
- brand heeft als gevolg dat de levende veenmoslaag verdwijnt en er zich een nieuwe veenmosgemeenschap moet vormen, wat meerdere jaren in beslag kan nemen. Ook neemt trofiegraad toe.
- ontwatering (onder andere voor turfsteken) leidt vrij snel tot het afsterven van de veenmossen, een toename van de trofiegraad en een dominantie van de soorten van de associatie van gewone dophei.
- verhoging van de trofiegraad, door directe bemesting via het grondwater, door atmosferische stikstofdepositie of door ontwatering en branden, kan een algenbloei tot gevolg hebben met nadelige gevolgen voor de moslaag.

Om deze vegetatie te kunnen behouden, zijn verschillende soorten beleidsmaatregelen noodzakelijk:
- de beheersing van de grondwaterstand door waterbouwkundige maatregelen;
- beperken van antropogene activiteit, zoals turfstekerij en landbouw, en ronde hoogveengebieden;
- preventie tegen bosbranden;